# Tolbiac (stacja metra)
Tolbiac – stacja linii 7 metra w Paryżu, położona w 13. dzielnicy.

## Stacja

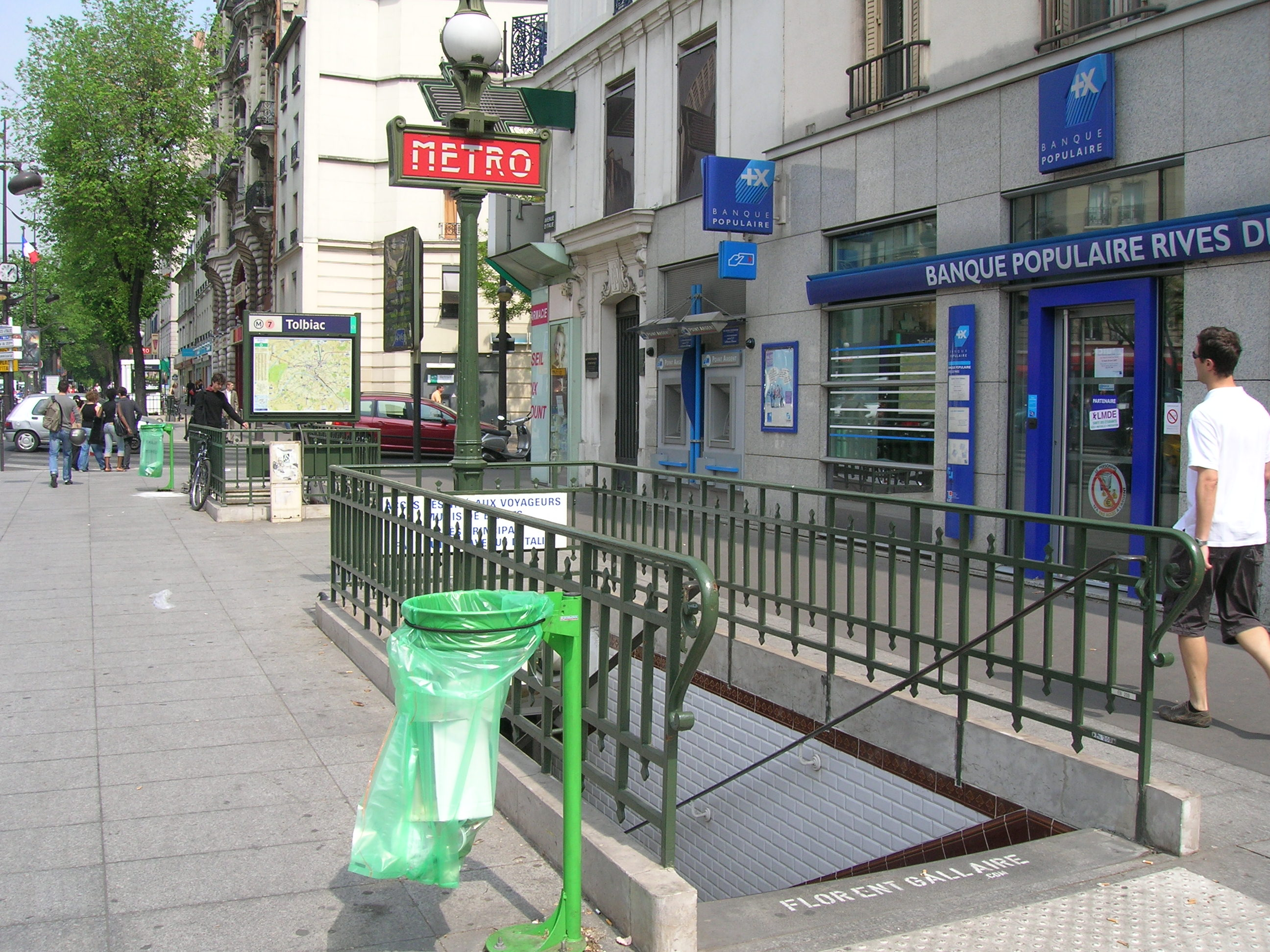
Jedno z wejść na stację.

Stacja została otwarta w 1930 roku na linii 10. Posiada jednonawową halę peronową z dwoma peronami bocznymi. Odcinek ten został włączony do linii 7 w 1931 roku.
Nazwa stacji pochodzi od pobliskiej ulicy – Rue de Tolbiac. Ta zaś upamiętnia bitwę pod Tolbiac, która miała miejsce w 496 roku w trakcie walk Franków z Alamanami i zakończyła się zwycięstwem tych pierwszych.

## Przesiadki
Stacja umożliwia przesiadki na autobusy dzienne RATP i nocne Noctilien.

## Otoczenie
W pobliżu stacji znajdują się:
- dzielnica azjatycka
- park Choisy
- Lycée Claude-Monet